# Анджело Бандінеллі
Анджело Марія Бандінеллі (італ. Angelo Maria Bandinelli; ? — після 1673) — генеральний поштмістр Речі Посполитої.

## Життєпис
Син Мікеланджело, внук Бандінеллі Бартоломея — відомого різьбяра з Флоренції, званого Баччіо. 
В 1654 році був королівським секретарем Яна ІІ. В цей час писав король до великого князя Тоскани листи-ручання. В 1662 році за привілеєм Яна ІІ став генеральним поштмістром Речі Посполитої замість померлого Карло Монтелупі. Через труднощі на роботі подав у відставку в 1669 році. В 1673 році перебував на батьківщині, де перебував на службі великого князя Тоскани в Портоферайо на острові Ельби. За Адамом Бонєцким, мав він бути королівським ротмістром, бути шляхтичем Речі Посполитої, мав дружину Катажину Стружбічівну. В Речі Пополитій залишився його син Франціско (Францішек) — духівник, який інформував секретаріат великого князя Тоскани про політично-військове становище, провадив незакінчені справи батька в РП.